# Іна (Наґано)

35°49′39″ пн. ш. 137°57′14″ сх. д. / 35.82750° пн. ш. 137.95389° сх. д.
І́на (яп. 伊那市, いなし, МФА: [ina ɕi̥]) — місто в Японії, в префектурі Наґано.

## Короткі відомості
Розташоване в південно-східній частині префектури, на півночі западини Іна. Виникло на основі сільських поселень раннього нового часу. Отримало статус міста 1954 року. Основою економіки є сільське господарство, рисівництво, садівництво, лісництво, скотарство, виробництво електротоварів та високоточної техніки, комерція. Станом на 1 квітня 2009 площа міста становила 667,81 км². Станом на 1 липня 2011 населення міста становило 70 630 осіб.